# Vladimír Čaplovič
Vladimír Čaplovič (18. října 1905 Kovačica – 25. září 1963 Bytča)) byl slovenský a československý literární historik, politik Komunistické strany Slovenska a poúnorový poslanec Národního shromáždění ČSR.

## Biografie
Narodil se ve městě Kovačica v dnešním Srbsku. Studoval na Filozofické fakultě Univerzity Komenského v Bratislavě. V letech 1931–1932 byl učitelem v obci Štítnik, v letech 1932–1938 středoškolským učitelem ve městě Rožňava. Od roku 1960 žil v Bytči. Publikoval studie o životě a díle slovenských kulturních a společenských osobností. Redigoval list Šafárikov kraj v letech 1934–1938.
Ve volbách do Národního shromáždění roku 1948 byl zvolen do Národního shromáždění za KSČ ve volebním kraji Žilina. V parlamentu zasedal až do konce funkčního období, tedy do roku 1954.